# Ammophila assimilis
Ammophila assimilis är en biart som beskrevs av Kohl 1901. Ammophila assimilis ingår i släktet Ammophila och familjen grävsteklar. Inga underarter finns listade i Catalogue of Life.